# Franz Wudy
Franz Wudy (...) è un ex biatleta tedesco occidentale.

## Biografia
In Coppa del Mondo ottenne l'unico podio, nonché primo risultato di rilievo, il 29 gennaio 1989 a Ruhpolding (3°). In carriera prese parte a un'edizione dei Mondiali, vincendo una medaglia.

## Palmarès

### Mondiali
- 1 medaglia:
  - 1 argento (gara a squadre a Feistritz 1989)

### Coppa del Mondo
- 1 podio (a squadre[1]):
  - 1 terzo posto